# Jean d'Afflighem
Jean d'Afflighem (Johannes Cotto, Johannes Afflighemensis) est un des principaux théoriciens de la musique de l'époque médiévale. Probablement originaire de Lorraine, il est actif au début du XIIe siècle.